# Heather Mitts
Heather Mitts Blaine (Cincinnati, 9 de junho de 1978) é uma ex-jogadora americana de futebol. Era uma das integrantes da Seleção Norte-Americana de Futebol Feminino e disputou a Liga de futebol feminino dos Estados Unidos

## Carreira
Ela jogou futebol na ensino médio pela St. Ursula Academy, em Cincinnati, Ohio e pela Universidade da Flórida, tornando-se um All-American, e levou a equipe a um título nacional júnior no seu ano (1998). Mitts jogou pelo Philadelphia Charge, uma equipe da extinta Women's United Soccer Association (WUSA). Também fez parte do time de futebol vencedor da medalha de ouro olímpica em Atenas 2004 e da equipe estadunidense que terminou em 2º na Algarve Cup de 2006.
Em 2004, foi votada como "Hottest Female Athlete" ("Atleta feminina quente" ou sexy para brasileiros) pela ESPN.com. Ela também é repórter da ESPN2, ABC e é colunista do ESPN Soccernet.
Em 12 de maio de 2007, contundiu o ligamento cruzado anterior em uma partida amistosa com o Canadá. Esta lesão pôs Mitts fora da Copa do Mundo de Futebol Feminino de 2007.
Em 23 de junho de 2008, foi a 18ª jogadora da seleção dos Estados Unidos para as Olimpíadas de Pequim 2008 onde conquistou a sua 2ª medalha de ouro.